# オセアニア大陸ハンドボール連盟
オセアニア大陸ハンドボール連盟 (英語: Oceania Continent Handball Federation、略称：OCHF) はオセアニアのハンドボール連盟（協会）によって構成されるハンドボールの組織団体である。ナショナルチーム同士が戦うオセアニアハンドボールネイションズカップなどを開催している。

## 管轄大会
- ナショナルチーム
  - オセアニアハンドボールネイションズカップ（英語版）
  - オセアニア女子ハンドボールネイションズカップ（英語版）
- クラブ
  - オセアニアハンドボールチャンピオンズカップ
  - オセアニア女子ハンドボールチャンピオンズカップ

## 加盟国
| コード | 国               | 連盟                             |
| ------ | ---------------- | -------------------------------- |
| AUS    | オーストラリア   | オーストラリアハンドボール連盟   |
| COK    | クック諸島       | クック諸島ハンドボール協会       |
| NZL    | ニュージーランド | ニュージーランドハンドボール連盟 |
| SAM    | サモア           | サモアハンドボール連盟           |
| SOL    | ソロモン諸島     | ソロモン諸島ハンドボール協会     |
| VAN    | バヌアツ         | バヌアツハンドボール協会         |

## 準加盟国
| コード | 国                   | 連盟                             |
| ------ | -------------------- | -------------------------------- |
| NCL    | ニューカレドニア     | ニューカレドニアハンドボール連盟 |
| TAH    | フランス領ポリネシア | タヒチハンドボール連盟           |
| WLF    | ウォリス・フツナ     | ウォリス・フツナハンドボール連盟 |